# Promolotra lushui
Espèce
Promolotra lushui est une espèce d'araignées aranéomorphes de la famille des Oonopidae.

## Distribution
Cette espèce est endémique du Yunnan en Chine,. Elle se rencontre dans le xian de Lushui.

## Description
Le mâle holotype mesure 2,31 mm et la femelle paratype 2,51 mm.

## Systématique et taxinomie
Cette espèce a été décrite par Tong et Zhang en 2023.

## Étymologie
Son nom d'espèce lui a été donné en référence au lieu de sa découverte, le xian de Lushui.

## Publication originale
- Li, Bian, Tong & Zhang, 2023 : « Two new oonopid spider species from Yunnan, China (Araneae, Oonopidae). » ZooKeys, no 1181, p. 155-165 (texte intégral).